# Chandata maminti
Chandata maminti là một loài bướm đêm trong họ Noctuidae.